# Eleccions al Parlament de Navarra de 2011
Les Eleccions al Parlament de Navarra de 2011 se celebraren el 28 de maig. Amb un cens de 471.647 electors, els votants foren 327.281 (67,40%) i 158.105 les abstencions (32,60%). Fou escollit presidenta Yolanda Barcina Angulo (UPN) com a cap de la llista més votada en un govern de coalició amb el PSN-PSOE.
| ← Elecciones al Parlament de Navarra de 2011 → |                                                    |         |       |        |             |
| President i govern | Partit                                             | Vots    | %     | Escons | +/-         |
| - President: Yolanda Barcina Angulo - Govern: UPN-PSN - Cens: 485.386 - Participació: 327.281 (67,4%) - Abstenció: 158.105 (32,6%) - Vàlids: 323.254 - A candidatura: 315.093 (97,5%) | Unió del Poble Navarrès (UPN)                      | 111.474 | 34,48 | 19     | -3          |
| - President: Yolanda Barcina Angulo - Govern: UPN-PSN - Cens: 485.386 - Participació: 327.281 (67,4%) - Abstenció: 158.105 (32,6%) - Vàlids: 323.254 - A candidatura: 315.093 (97,5%) | Partit Socialista de Navarra (PSN-PSOE)            | 51.238  | 15,85 | 9      | -3          |
| - President: Yolanda Barcina Angulo - Govern: UPN-PSN - Cens: 485.386 - Participació: 327.281 (67,4%) - Abstenció: 158.105 (32,6%) - Vàlids: 323.254 - A candidatura: 315.093 (97,5%) | Nafarroa Bai 2011 (NaBai 2011)                     | 49.827  | 15,41 | 8      | -4 b (+1 c) |
| - President: Yolanda Barcina Angulo - Govern: UPN-PSN - Cens: 485.386 - Participació: 327.281 (67,4%) - Abstenció: 158.105 (32,6%) - Vàlids: 323.254 - A candidatura: 315.093 (97,5%) | Bildu                                              | 42.916  | 13,28 | 7      | +7 (+3 d)   |
| - President: Yolanda Barcina Angulo - Govern: UPN-PSN - Cens: 485.386 - Participació: 327.281 (67,4%) - Abstenció: 158.105 (32,6%) - Vàlids: 323.254 - A candidatura: 315.093 (97,5%) | Partit Popular de Navarra (PPN)                    | 23.551  | 7,29  | 4      | +4          |
| - President: Yolanda Barcina Angulo - Govern: UPN-PSN - Cens: 485.386 - Participació: 327.281 (67,4%) - Abstenció: 158.105 (32,6%) - Vàlids: 323.254 - A candidatura: 315.093 (97,5%) | Izquierda-Ezkerra (IE)                             | 18.457  | 5,71  | 3      | +1f (= g)   |
| - President: Yolanda Barcina Angulo - Govern: UPN-PSN - Cens: 485.386 - Participació: 327.281 (67,4%) - Abstenció: 158.105 (32,6%) - Vàlids: 323.254 - A candidatura: 315.093 (97,5%) | Convergència de Demòcrates de Navarra (CDN)        | 4.651   | 1,44  | 0      | -2          |
| - President: Yolanda Barcina Angulo - Govern: UPN-PSN - Cens: 485.386 - Participació: 327.281 (67,4%) - Abstenció: 158.105 (32,6%) - Vàlids: 323.254 - A candidatura: 315.093 (97,5%) | Verds de Navarra-Nafarroako Berdeak (ECOLO)        | 4.235   | 1,31  | 0      |             |
| - President: Yolanda Barcina Angulo - Govern: UPN-PSN - Cens: 485.386 - Participació: 327.281 (67,4%) - Abstenció: 158.105 (32,6%) - Vàlids: 323.254 - A candidatura: 315.093 (97,5%) | Nafarroako Ordezkaritza Kanabikoa (RCN-NOK)        | 3.166   | 0,98  | 0      |             |
| - President: Yolanda Barcina Angulo - Govern: UPN-PSN - Cens: 485.386 - Participació: 327.281 (67,4%) - Abstenció: 158.105 (32,6%) - Vàlids: 323.254 - A candidatura: 315.093 (97,5%) | Unión Progreso y Democracia (UPyD)                 | 2.212   | 0,68  | 0      |             |
| - President: Yolanda Barcina Angulo - Govern: UPN-PSN - Cens: 485.386 - Participació: 327.281 (67,4%) - Abstenció: 158.105 (32,6%) - Vàlids: 323.254 - A candidatura: 315.093 (97,5%) | Iniciativa por Navarra (IXN)                       | 1.332   | 0,41  | 0      |             |
| - President: Yolanda Barcina Angulo - Govern: UPN-PSN - Cens: 485.386 - Participació: 327.281 (67,4%) - Abstenció: 158.105 (32,6%) - Vàlids: 323.254 - A candidatura: 315.093 (97,5%) | Solidaridad y Autogestión Internacionalista (SAIn) | 1.054   | 0,33  | 0      |             |
| - President: Yolanda Barcina Angulo - Govern: UPN-PSN - Cens: 485.386 - Participació: 327.281 (67,4%) - Abstenció: 158.105 (32,6%) - Vàlids: 323.254 - A candidatura: 315.093 (97,5%) | Derecha Navarra y Española (DNE)                   | 977     | 0,30  | 0      |             |
| - President: Yolanda Barcina Angulo - Govern: UPN-PSN - Cens: 485.386 - Participació: 327.281 (67,4%) - Abstenció: 158.105 (32,6%) - Vàlids: 323.254 - A candidatura: 315.093 (97,5%) | En blanc                                           | 8.161   | 2,52  |        |             |
| - President: Yolanda Barcina Angulo - Govern: UPN-PSN - Cens: 485.386 - Participació: 327.281 (67,4%) - Abstenció: 158.105 (32,6%) - Vàlids: 323.254 - A candidatura: 315.093 (97,5%) | Nulos                                              | 4.027   | 1,23  |        |             |

a D'ells, 5 per a Aralar, 1 per a PNB i 2 independents.

b Comparació d'escons de Nafarroa Bai 2011 amb el total de NaBai, que en la legislatura anterior incloïa també a Eusko Alkartasuna i Batzarre.

c Respecte als escons assignats a PNB, Aralar i independents dins de Nafarroa Bai el 2007.

d Respecto a EA (dins de NaBai el 2007).

e De ellos, 2 per a IUN i 1 per a Batzarre.

f Respecte a IUN en 2007.

g Respecte a la suma d'IUN i Batzarre (dins de NaBai el 2007).

## Formacions
Nafarroa Bai es presentava amb canvis respecte a les eleccions forals de 2007 doncs Eusko Alkartasuna va abandonar la coalició per integrar-se en Bildu, i Batzarre també l'havia abandonat per integrar-se en Esquerra-Ezkerra.

## Diputats
- Yolanda Barcina Angulo (UPN)
- Patxi Zabaleta (Nafarroa Bai)